# Gekuifde draadkolibrie
De gekuifde draadkolibrie (Discosura popelairii) is een vogel uit de familie Trochilidae (kolibries).
Deze kolibrie werd in 1840 ontdekt in Peru door de Belgische baron Jean-Baptiste Joseph Louis Popelaire de Terloo. Du Bus de Gisignies beschreef in 1846 het exemplaar dat hij had geschonken aan het Museum voor Natuurwetenschappen in Brussel. Het had een totale lengte van 11 cm, met een voor kolibries vrij korte bek van 1,4 cm lang, maar met een erg lange staart, en met een kenmerkende kuif met twee lange draadvormige veren.

## Verspreiding en leefgebied
Deze soort komt voor van oostelijk Colombia tot noordoostelijk Peru.